# Bouhajla
Bouhajla o Bou Hajla (àrab: بوحجلة, Būḥajla) o Sidi Amor Bou Hajla (àrab: سيدي عمر بوحجلة, Sīdī ʿAmr Būḥajla) és una ciutat de Tunísia a la governació de Kairuan, amb aproximadament uns 12.000 habitants. Està situada uns 30 km al sud de la ciutat de Kairuan. És capçalera d'una delegació que està formada per un gran nombre de llogarets i petites ciutats, i té 74.520 habitants.

## Economia
La seva activitat principal és l'agricultura, amb forta presència d'oliveres. Hi ha petits artesans, sobretot dedicats a les estores.

## Administració
És el centre de la delegació o mutamadiyya homònima, amb codi geogràfic 41 61 (ISO 3166-2:TN-12), dividida en catorze sectors o imades:
- Bouhajla Centre (41 61 51)
- Bouhajla El Ahouez (41 61 52)
- Jehina Sud (41 61 53)
- Jehina Nord (41 61 54)
- El Ketitir (41 61 55)
- Ouled Achour (41 61 56)
- El Fatah (41 61 57)
- Ouled Fardjallah Nord (41 61 58)
- Ennasr (41 61 59)
- Bir Msikine (41 61 60)
- El Mouisset (41 61 61)
- Bir Bousari (41 61 62)
- Cheraitia Nord (41 61 63)
- Chouamekh (41 61 64)

Al mateix temps, forma una municipalitat o baladiyya (codi geogràfic 41 22).